# Ansett Australia

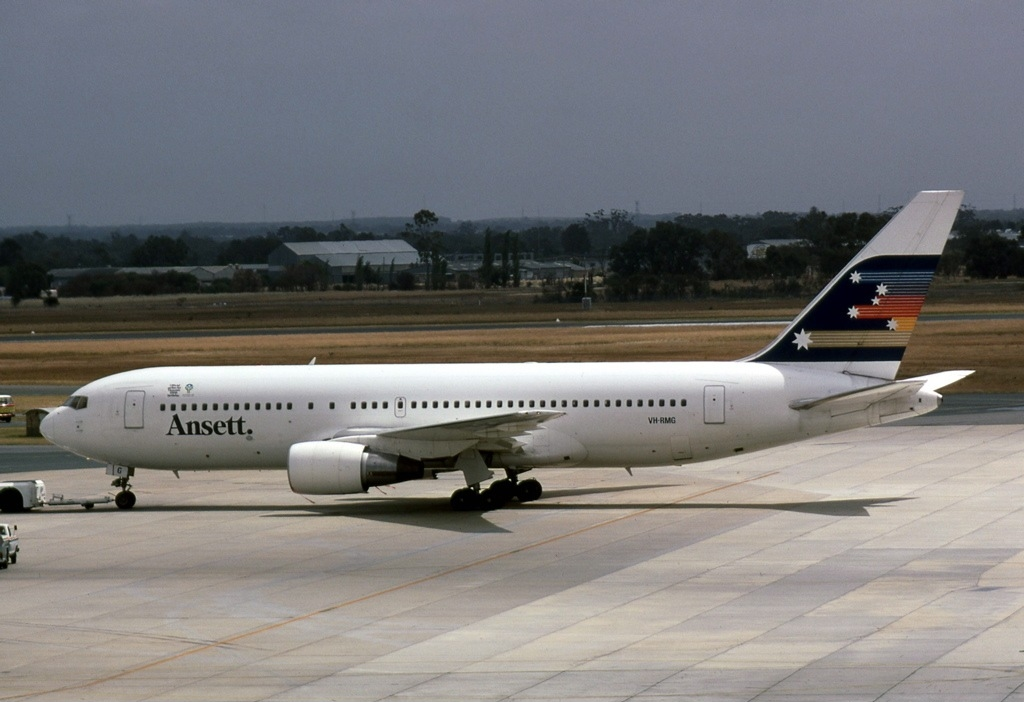
Ansett Boeing 767-200, Perth 1985.

Ansett Australia var Australiens näst största flygbolag, efter Qantas Airways. Bolaget bildades 1935 under namnet Ansett Airways Pty Ltd av Sir Reginald Ansett. Namnbytet till Ansett Australia gjordes 1990.

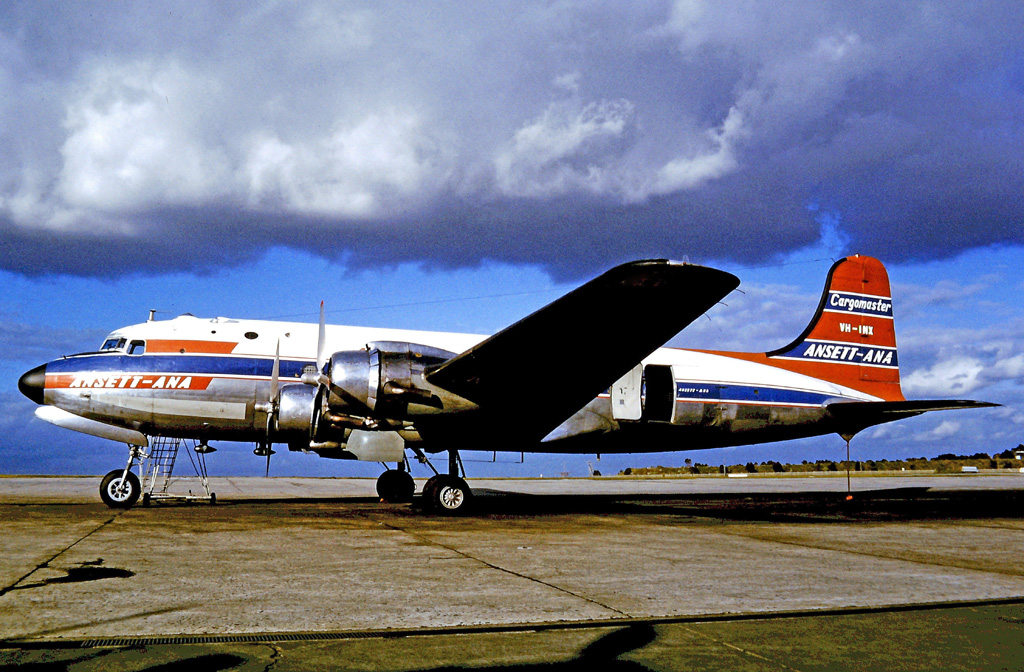
Ansett-ANA Douglas DC-4, Melbourne 1970.

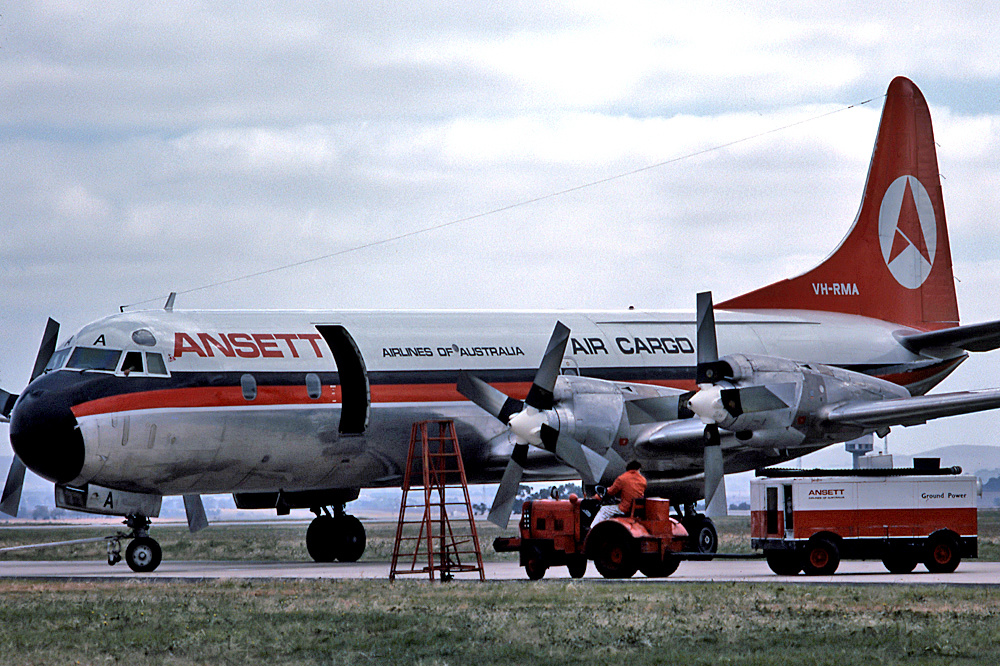
Ansett Lockheed L-188 Electra, Melbourne 1977.

På grund av ekonomiskt obestånd placerades det under hösten 2001 under förvaltarskap, och från och med den 4 mars 2002 har alla flygningar ställts in. Den absolut sista flygningen gjordes mellan Perth och Sydney. Ansett var sedan april 1999 medlem av Star Alliance.

## Flotta
Flygplan som Ansett använt:
- Airbus A320
- ATL-98 Carvair
- Boeing 727-200
- Boeing 737-300
- Boeing 747-300, -400
- Boeing 767-200, -300
- Bristol Type 170
- British Aerospace BAe 146
- Convair 340
- Convair 440 Metropolitan
- de Havilland Canada DHC-6 Twin Otter
- Douglas DC-3
- Douglas DC-4
- Douglas DC-6
- Douglas DC-9
- Fokker F27 Friendship
- Fokker F28 Fellowship
- Fokker 50
- Lockheed L-188 Electra
- Saab 340
- Vickers Viscount